# 少女画報
『少女画報』 （しょうじょがほう）は、戦前日本の少女雑誌の一つ。1912年創刊、1942年廃刊。

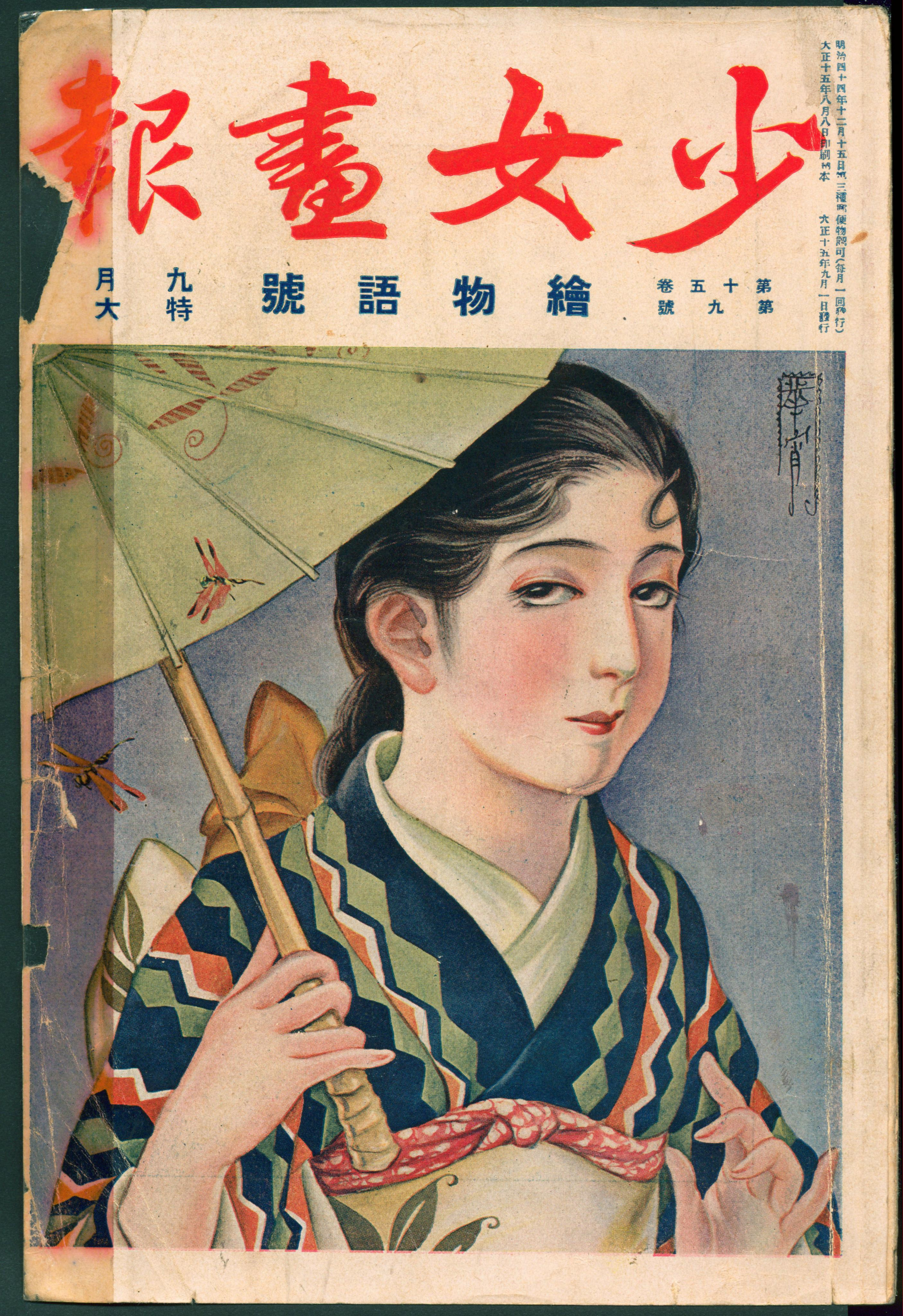
『少女画報』1926年9月号の高畠華宵画の表紙

婦人雑誌『婦人画報』の妹雑誌として、東京社が1912年（明治45年）に創刊。発行当時は教育学者の倉橋惣三らが編集顧問に名を連ね、教育的な傾向が強いのが特色だった。大正中期に、まだ無名だった吉屋信子を見出し、『花物語』を掲載した（1916年より掲載）。大正末以降は芸能関係の記事を多数掲載し、娯楽性を強めた。1942年（昭和17年）に、戦時雑誌統合令により『少女の友』に統合された。

## 小説
- 吉屋信子 - 『花物語』
- 加藤武雄 - 『君よ知るや南の国』（大正14年、挿絵・月岡夕美）
- 野上弥生子 - 『菊子の話』（大正元年11月号）、『雛子』（大正5年1月号 - 4月号）
- 尾島菊子 - 『やどり木』（大正元年）、『姫がき』（大正2年1月号 - 11月号）、『綾子』（大正3年1月号 - 7月号）、『うきくさ』（大正5年8月号 - 12月号）
- 北川千代 - 『幸福』（大正14年）

## 表紙・口絵

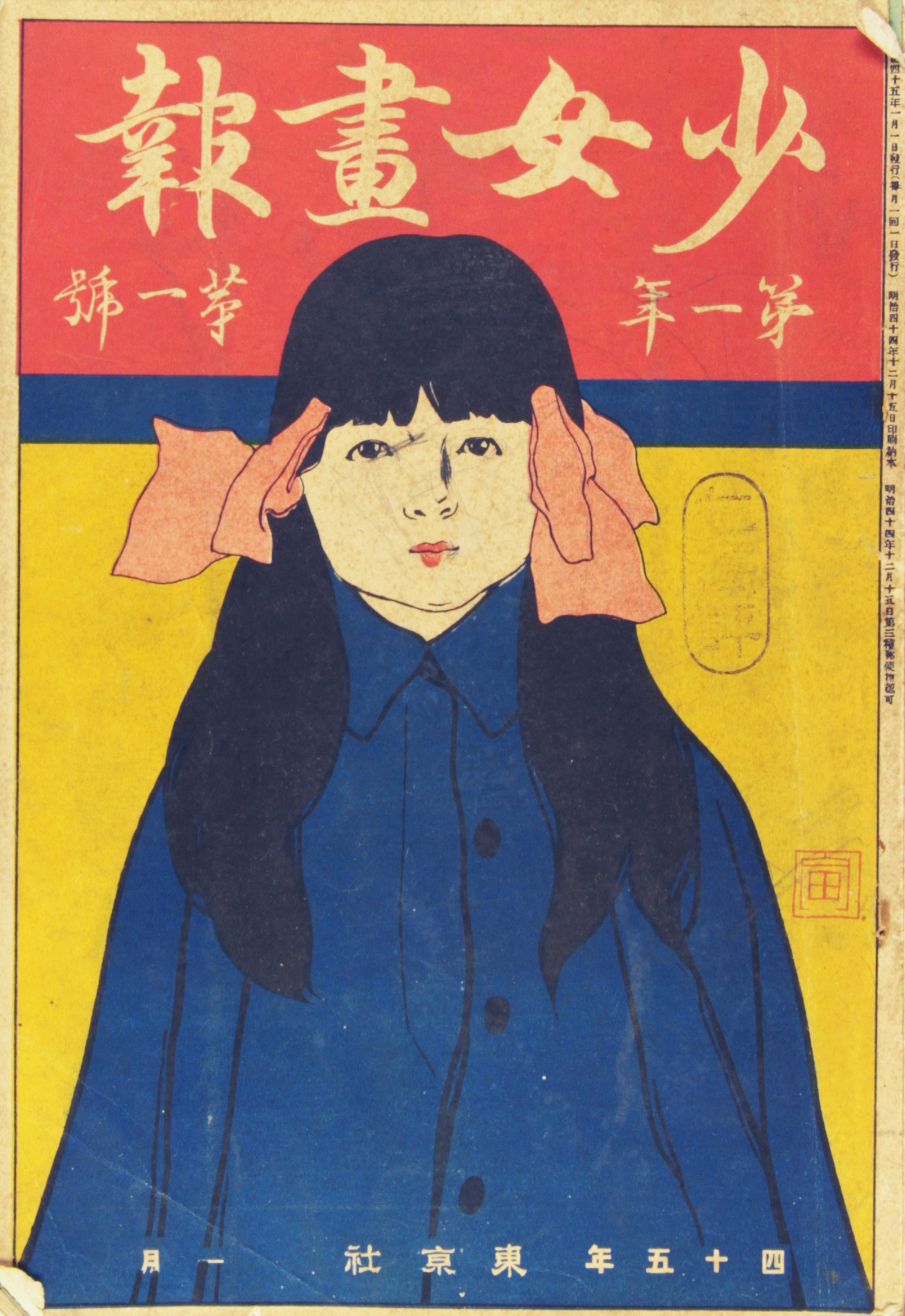
1912年（明治45年）1月号

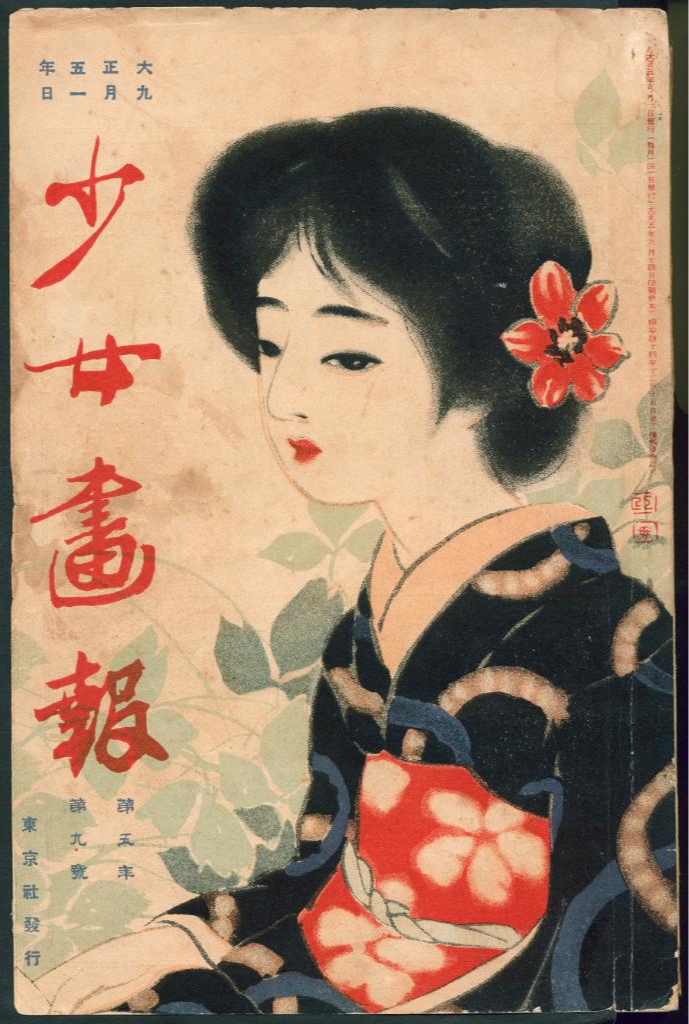
1916年(大正5年)9月号の表紙

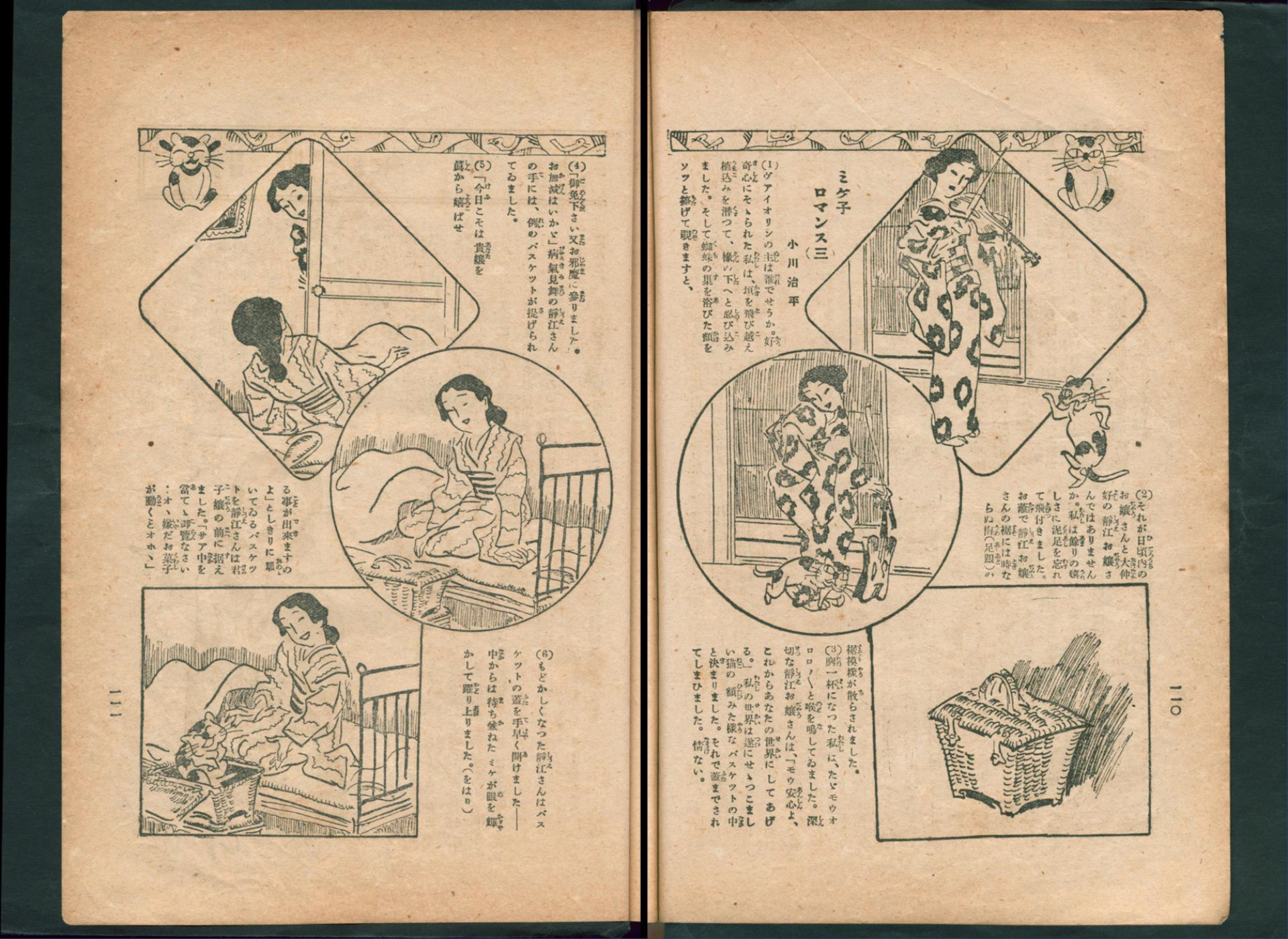
小川治平著『ミケ子ロマンス』1920年（大正9年）

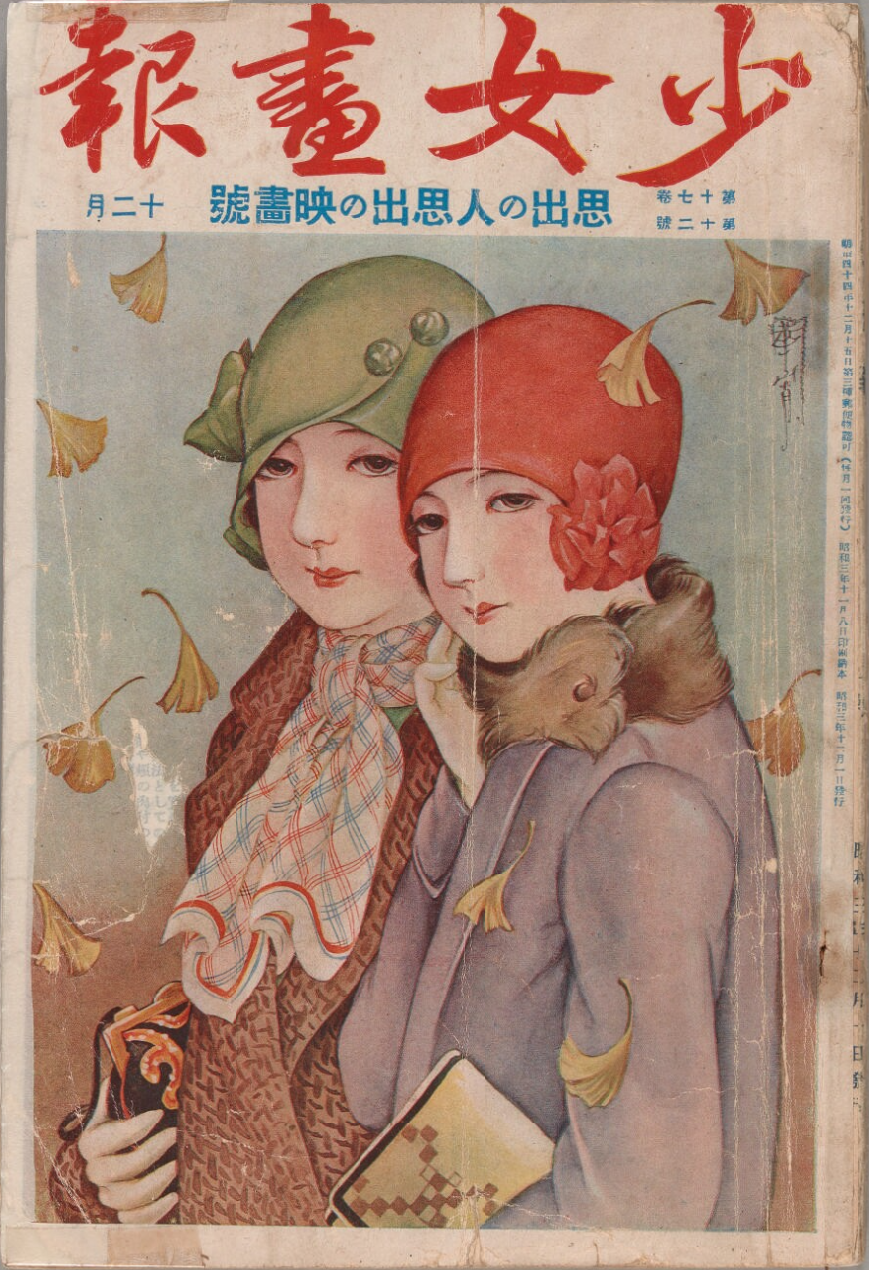
高畠華宵1928年（昭和3年）12月号の表紙

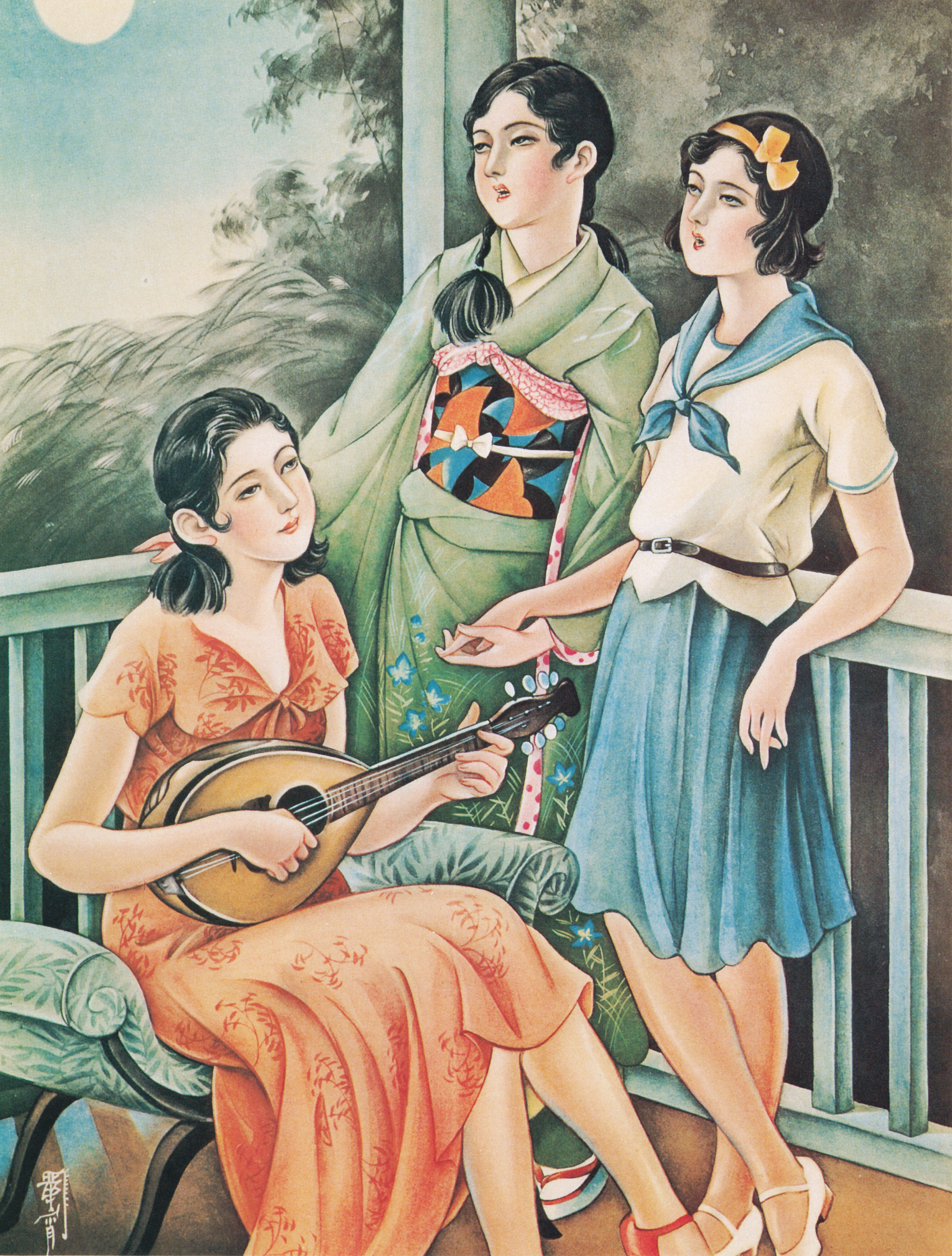
高畠華宵 「秋の調べ」 （1931年〈昭和6年〉9月号より）

- 蕗谷虹児 - 蕗谷紅児の名で、1920年に本誌でデビュー、半年後には新年号の表紙絵や付録の双六まで任される。1921年2月号の表紙絵「雪」から名を虹児に変える。1925年からのパリ留学中、『巴里画信（パリーぐわしん）』が本誌に掲載される。
- 加藤まさを